# Haití en los Juegos Olímpicos de Los Ángeles 1984
Haití estuvo representado en los Juegos Olímpicos de Los Ángeles 1984 por tres deportistas, un hombre y dos mujeres, que compitieron en dos deportes.
El portador de la bandera en la ceremonia de apertura fue el tenista Ronald Agénor. El equipo olímpico haitiano no obtuvo ninguna medalla en estos Juegos.